# Park Zdrojowy w Polanicy-Zdroju
Park Zdrojowy w Polanicy-Zdroju – park zdrojowy o powierzchni 12,97 ha w Polanicy-Zdroju, znajdujący się w centrum miasta. Jest zarządzany przez urząd miejski (9,23 ha) i Zespół Uzdrowisk Kłodzkich (3,73 ha). Cały obszar parku objęty jest ochroną.
Park jest podzielony na 5 części: Park Centralny (najstarsza część), Park Leśny, Park Józefa, Park Szachowy i park wokół centrum kardiologicznego.

## Obiekty na terenie parku
- sanatorium „Wielka Pieniawa”
- drewniana muszla koncertowa
- pijalnia i hala spacerowa
- Teatr Zdrojowy

## Historia
Rozwój uzdrowiska datuje się od końca XIX w., kiedy zaczęto użytkować do celów leczniczych źródło borowinowe (1879). Prawdziwy rozwój nastąpił, gdy oddano do użytku linię kolejową z Kłodzka do Dusznik-Zdroju. W I dekadzie XX w. wybudowano nowy Dom Zdrojowy i halę spacerową. Obszar uzdrowiska wraz z parkiem liczył 116 ha. Po wojnie park był ogrodzony stalową siatką i zamykany na noc. Ogrodzenie zlikwidowano ok. roku 1970.

## Roślinność
Na terenie parku stwierdzono występowanie 28 rodzin botanicznych. Park porastają drzewa liściaste: lipy, klony, graby, kasztanowce i jesiony. Ponadto znajduje się tu 19 gatunków przeniesionych z Ameryki Północnej, np. sosna wejmutka, klon srebrzysty, daglezja zielona, 14 gatunków dalekowschodnich (np. jodła kaukaska i platan klonolistny), 13 europejskich nierosnących naturalnie w Polsce, np. sosna czarna oraz 27 gatunków rodzimych. 15 obiektów ma nadany status pomników przyrody, głównie drzewa żywotnika olbrzymiego, pojedyncze topole i jesiony.

## Szlaki turystyczne
Przez park przebiegają szlaki turystyczne:
- Wambierzyce
- Szczytna, Bystrzyca Kłodzka przez Nowy Wielisław
- Batorów